# Вялое Веретье
Вялое Веретье — деревня в Окуловском муниципальном районе Новгородской области, относится к Боровёнковскому сельскому поселению.
Деревня расположена на юге восточного берега озера Вялое на Валдайской возвышенности, в 25 км к северо-западу от Окуловки (67 км по автомобильной дороге), до административного центра сельского поселения — посёлка Боровёнка 10 км (14 км по автомобильной дороге).

На севере восточного берега озера Вялое, в 2 км от Вялого Веретья, находится деревня Ольгино.
| 2010 |
| ---- |
| 7    |

До 2005 года деревня относилась к Торбинскому сельсовету.

## Транспорт
Ближайшая железнодорожная станция расположена на главном ходу Октябрьской железной дороги — в посёлке Торбино, в 6 км от деревни, а ближайший остановочный пункт электропоездов в Вялке, в 4 км от Вялого Веретья.